# Tracy-Bocage
Tracy-Bocage – miejscowość i gmina we Francji, w regionie Normandia, w departamencie Calvados.
Według danych na rok 1990 gminę zamieszkiwało 258 osób, a gęstość zaludnienia wynosiła 49 osób/km² (wśród 1815 gmin Dolnej Normandii Tracy-Bocage plasuje się na 633. miejscu pod względem liczby ludności, natomiast pod względem powierzchni na miejscu 862.).